# Sborník archivních prací
Sborník archivních prací je český odborný recenzovaný časopis. Již od svého vzniku v roce 1951 vychází dvakrát ročně. Od roku 1953 jej vydává Odbor archivní správy a spisové služby Ministerstva vnitra ČR. Časopis uveřejňuje především rozsáhlé vědecké studie z oblasti archivnictví, archivistiky, nauky o písemných pramenech, pomocných věd historických nebo dějin správy. Otiskuje rovněž edice pramenů k významným událostem a osobnostem českých dějin a také recenze o základních zahraničních dílech z oboru.